# 아라비아고무나무

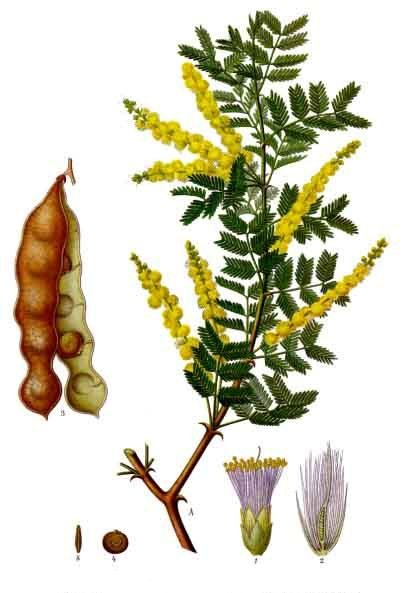

아라비아고무나무(Acacia senegal, Senegalia senegal)는 콩과에 속하는 활엽상록수이다. 서아프리카 일대가 원산지로 열대 각지에서 재배되고 있다. 높이는 약 7m 정도이고, 2-5월에 나무 껍질에 상처를 내어 여기에서 나오는 유액을 채취하는데, 굳힌 것이 아라비아고무이다. 아라비아고무는 과자의 유화제나 우표·식물의 건조 표본 등을 붙이는 데 사용한다.